# Uwe Scheid

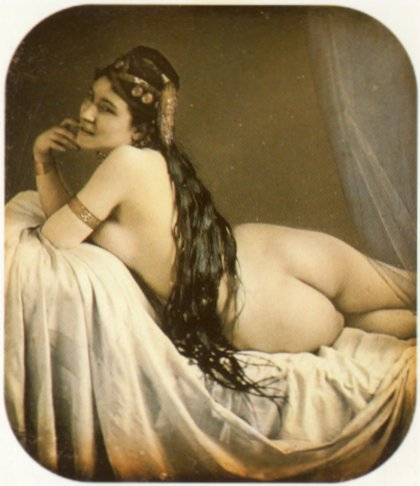
Imagen de la colección Uwe Scheid (c.1855).

Uwe Scheid (Alemania, 1944 - 2000) fue un coleccionista alemán de fotografías eróticas.
Uwe Scheid era un miembro de la Academia fotográfica alemana, la Sociedad Europea para la Historia de la Fotografía, el Club de Daguerre, y la Sociedad de la Daguerreian, además fue uno de los coleccionistas más importantes del mundo de la fotografía de arte erótico. En las décadas de su actividad como coleccionista, reunió a miles de daguerrotipos y fotografías. La colección Uwe Scheid se convirtió en una de las más famosas de su tipo, hizo que su colección fuera accesible para el público a través de numerosos libros editados. El núcleo principal de su colección fueron las fotografías artísticas eróticas de entre los años 1840 y 1940.

## Su colección
Su colección incluye imágenes de fotógrafos de renombre como Wilhelm Plüschow, Wilhelm von Gloeden, Herbert List, Edward Steichen, Heinz Hajek-Halke, Erwin Blumenfeld, Laszlo Moholy-Nagy, Edmund Kesting, Vaclav Jiru, Pierre Boucher, Lala Aufsberg, Florence Henri , Trude Fleischmann, Gertrude Fehr, Franz Roh, André Kertész, Karel E. Ludwig, Alexander Binder, Bertram Park, Yvonne Gregorio, Frantisek Drtikol, Karel E. Ludwig, Brassaï, Raoul Hausmann, Willy Zielke, Man Ray, Germaine Krull, John Everard, Rudolf Koppitz y Horst P. Horst.